# Station Irlam
Irlam is een spoorwegstation van National Rail in Irlam, Salford in Engeland. Het station is eigendom van Network Rail en wordt beheerd door Northern Rail. 

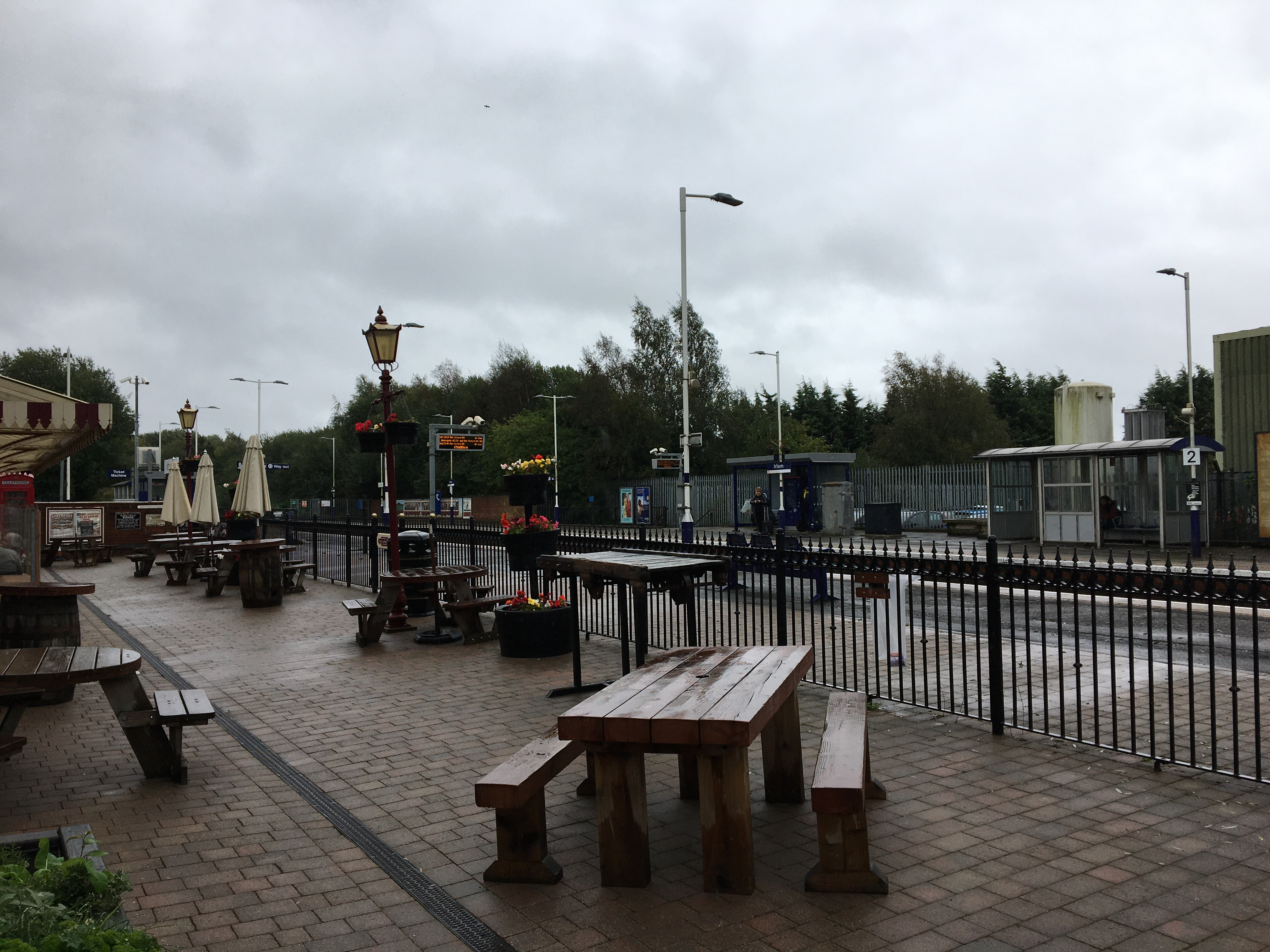
Terras van café in het voormalige stationsgebouw